# شيلي أولدز
شيلي أولدز (بالإنجليزية: Shelley Olds)‏ (و. 1980  م) هي دراجة أمريكية، ولدت في غروتون، شاركت في الألعاب الأولمبية الصيفية 2012.

## التعليم
تعلمت في كلية رونوك ‏.

### سباقات أو مراحل فاز بها
| التاريخ        | السباق                                                           | المركز                                         |
| -------------- | ---------------------------------------------------------------- | ---------------------------------------------- |
| 18 يوليو 2007  | Gastown Grand Prix (women) 2007                                  |                                                |
| 01 يناير 2009  | 2009 Nature Valley Grand Prix Women                              |                                                |
| 07 يونيو 2009  | Liberty Classic 2009                                             |                                                |
| 01 يناير 2010  | 2010 Nature Valley Grand Prix Women                              | الفائز في التصنيف العام                        |
| 28 فبراير 2010 | Women's Tour of New Zealand 2010                                 | الفائز في التصنيف العام                        |
| 05 يونيو 2010  | Liberty Classic 2010                                             |                                                |
| 27 يونيو 2010  | سباق الطريق للسيدات في بطولة الولايات المتحدة 2010               |                                                |
| 11 يوليو 2010  | طواف إيطاليا للسيدات 2010                                        | السابع في تصنيف النقاط                         |
| 20 مارس 2011   | Trofeo Costa Etrusca I 2011                                      | الفائز في التصنيف العام                        |
| 27 مارس 2011   | تروفيو ألفريدو بيندا كومون دي سيتيجليو 2011                      | الخامس في التصنيف العام                        |
| 04 أبريل 2011  | Grand Prix de Dottignies 2011                                    | السادس في التصنيف العام                        |
| 05 يونيو 2011  | Liberty Classic 2011                                             |                                                |
| 13 مايو 2012   | طواف جزيرة تشونغ مينغ كأس العالم 2012                            | الفائز في التصنيف العام                        |
| 26 مايو 2012   | 7-Dorpenomloop Aalburg 2012                                      |                                                |
| 01 يناير 2013  | 2013 Nature Valley Grand Prix Women                              | الفائز في التصنيف العام                        |
| 18 مايو 2013   | جائزة غاتينو الكبرى للدراجات 2013                                | الفائز في التصنيف العام                        |
| 01 يناير 2014  | 2014 Giro della Toscana Int. Femminile – Memorial Michela Fanini | الفائز في التصنيف العام                        |
| 16 مارس 2014   | Novilon EDR Cup 2014                                             |                                                |
| 23 مارس 2014   | Gran Premio Comune di Cornaredo 2014                             | الفائز في التصنيف العام                        |
| 18 أبريل 2014  | 2014 Winston-Salem Cycling Classic                               | الفائز في التصنيف العام                        |
| 04 مايو 2014   | جراند بريكس إلسي جاكوبس 2014                                     |                                                |
| 16 مايو 2014   | طواف جزيرة تشونغ مينغ 2014                                       |                                                |
| 01 يناير 2015  | Gastown Grand Prix (women) 2015                                  |                                                |
| 12 يوليو 2015  | 2015 White Spot / Delta Road Race (women's race)                 | الفائز في التصنيف العام                        |
| 01 أغسطس 2015  | رايد لندن الكلاسيكي 2015                                         |                                                |
| 16 أغسطس 2015  | طواف النرويج للسيدات 2015                                        | الأول في تصنيف النقاط، الثاني في التصنيف العام |
| 13 سبتمبر 2015 | سباق سيراتزيت تشالنج 2015                                        | الفائز في التصنيف العام                        |
| 19 يناير 2016  | Women's Tour Down Under 2016                                     |                                                |

## روابط خارجية
- شيلي أولدز على موقع الاتحاد الدولي للدراجات (الإنجليزية)
- شيلي أولدز على موقع أرشيف الدراجات (الإنجليزية)
- شيلي أولدز على موقع إحصائيات الدراجات الإحترافية (الإنجليزية)
- شيلي أولدز على موقع نسبة الدراجات (الإنجليزية)
- شيلي أولدز على موقع CycleBase (الإنجليزية)
- شيلي أولدز على موقع CyclingDatabase.com (مؤرشف) (الإنجليزية)
- شيلي أولدز على موقع اللجنة الأولمبية الدولية (الإنجليزية)
- شيلي أولدز على موقع أوليمبيديا (الإنجليزية)
- شيلي أولدز على موقع اللجنة الأولمبية والبارالمبية الأمريكية (الإنجليزية)